# Восток (станция метро)
«Восто́к» (бел. Усход) — станция Московской линии Минского метрополитена. Расположена на  северо-востоке Минска в жилом микрорайоне Восток-1, на линии размещается между станциями «Борисовский тракт» и «Московская».
Станция «Восток» была открыта 31 декабря 1986 года в составе второй очереди минского метрополитена.

## Наземные сооружения
Вестибюль станции расположен в подземном переходе возле Национальной библиотеки.

## Подземные сооружения
В основе архитектурно-художественного решения положена тема освоения космоса. Нетрадиционно решен весь внутренний объём. Станция — современное инженерное сооружение, которое по форме напоминает космический корабль с окнами иллюминаторов.
Художественный образ интерьера создан на основе единого архитектурного элемента, выполненного из сборного железобетона в виде лепестка цветка. Удлиненный козырёк на путевой стене платформы является светозащитным элементом и одновременно экраном светового потока, который направлен на свод потолка. Эстетический вид станции заключен в мягкости линий всего объёма и его индивидуальных архитектурных элементов. Хорошая освещённость, соединение белого свода потолка с темно-красной гранитной облицовкой путевых стен и надписей, выполненных в золотом тоне, создают впечатление лёгкости и простора.

## Путевое развитие
За станцией в сторону «Борисовского тракта» находился пошёрстный съезд. После продления линии в 2007 году он был разобран.

## Галерея
- Зал станции
- Путевая стена
- Светильники в нишах свода
- Выход в город
- Турникетный зал
- Вход на станцию с проспекта Независимости